# Grigore II Ghica
Pour les autres membres de la famille, voir Famille Ghica.
Grigore II Ghica, Grigorie Ghica III ou encore Grégoire Ghyka, né à Constantinople en 1695 et mort à Bucarest le 23 août 1752 est un prince phanariote qui, après avoir été au service du gouvernement ottoman, devint par quatre fois Hospodar de Moldavie, de 1726 à 1733, de 1735 à 1739, de 1739 à 1741 et de 1741 à 1748 et de Valachie de 1733 à 1735 et de 1748 à 1752. La monarchie était élective dans les principautés roumaines de Moldavie et Valachie, comme en Pologne voisine. Le souverain (voïvode, hospodar ou domnitor selon les époques et les sources) était élu par (et souvent parmi) les boyards, puis agréé par les Ottomans : pour être nommé, régner et se maintenir, il s'appuyait sur les partis de boyards et fréquemment sur les puissances voisines, habsbourgeoise, russe et surtout ottoman, car jusqu'en 1859 les deux principautés étaient vassales et tributaires de la « Sublime Porte ».

## Origine
Grigore II Ghica est issu d’une famille phanariote d’origine albanaise ; il est le fils de Matei Ghica (1664-1708) « Grand Ban » (« gouverneur ») et de Ruxandra Mavrocordato, fille d’Alexandre Mavrocordato.
Grégoire II Ghica est le premier membre de sa famille à exercer la fonction de Grand Drogman de la Sublime Porte de 1717 à 1727. Son grand-père Grigore Ier Ghica et son arrière-grand-père Gheorghe Ier Ghica ont, eux, occupé les fonctions princières dans les principautés roumaines au XVIIe siècle.

## Règnes multiples
Grâce à l’appui de son oncle Nicolas Mavrocordato, il obtient le trône de Moldavie du 7 octobre 1726 au 16 avril 1733 au détriment de Mihai Racoviță, qui est déposé par les Ottomans. Il met à profit son habileté diplomatique pour résoudre un conflit avec les Tatars du Khanat de Crimée qui menaçaient de ravager la Moldavie en l’absence du versement d’un tribut. 
Malgré son souci initial d’alléger la pression fiscale sur la population, il est prisonnier du système politico-financier désastreux de monarchie élective où, pour être élu et agréé, il fallait payer de plus en plus cher (sans même compter le tribut à verser aux Ottomans et à leurs alliés tatars, et la dîme versée par les églises et monastères moldaves et valaques aux monastères byzantins de l'Athos) de sorte que, comme ses prédécesseurs, il contribue au pillage des principautés roumaines et, pour rembourser ses dettes, il continue l’affermage des offices moldaves et valaques à des financiers grecs, arméniens, arvanites, romaniotes, séfarades ou levantins, ce qui crée de la xénophobie dans les masses paysannes.
En 1733, il doit céder sa place à son cousin et rival Constantin Mavrocordato. Ces princes cousins règnent respectivement en Moldavie et en Valachie jusqu’au 27 novembre 1735, date à laquelle ils alternent une nouvelle fois et où Grigore II Ghica retrouve la Moldavie jusqu’au 24 septembre 1741.
Pendant la Guerre austro-russo-turque de 1735-1739, il joue un rôle d’intermédiaire entre les puissances belligérantes représentées par le maréchal russe Burckhardt Christoph von Münnich, en s’appuyant sur les bonnes relations qu’il entretient avec le chargé d’affaires anglais à Saint-Pétersbourg et le marquis de Villeneuve, l’ambassadeur de France à Constantinople. Il doit toutefois quitter le pays pendant l'occupation russe, de septembre à octobre 1739.
Il est déposé le 24 septembre 1741, après l’exécution pour trahison, à la suite d’un dénonciation calomnieuse, de son frère Alexandre Ghica, qui lui avait succédé comme Drogman de la « Sublime Porte » (1727-1741). Il obtient toutefois une dernière fois brièvement le trône moldave de mai 1747 à avril 1748. À cette date, il achète littéralement le trône de Valachie où il avait déjà régné entre 16 avril 1733 et 27 novembre 1735, et réussit à s’y maintenir d’avril 1748 à sa mort le 23 août 1752.
À Jassy le prince Grigore II Ghica procède à la reconstruction de la Curtea Domneasca (cour princière) de Frumoasa, pillée par les troupes russes pendant la guerre. À Bucarest il termine la fondation du monastère de Saint Pantelimon qu’il dote d’un hôpital. Il est également à l’origine d’un autre centre de soins destiné aux pestiférés. 
À sa mort le prince Grigore II Ghica est inhumé avec son épouse (morte en 1759) dans l’église du monastère Saint Pantelimon de Bucarest, détruite comme l’hôpital en 1985, par la dictature communiste, sous la présidence de Nicolae Ceaușescu.

## Union et postérité
Grigore II Ghica épouse une Arvanites de Constantinople, Zoé Manos dont il a :
- Scarlat Ghica (1715-1766), Hospodar de Valachie et de Moldavie
- Matei Ghica (1728-1756), Grand Drogman puis Hospodar de Valachie et de Moldavie

## Sources
- Alexandru Dimitrie Xenopol Histoire des Roumains de la Dacie trajane : Depuis les origines jusqu'à l'union des principautés. E Leroux Paris (1896)
- Alexandre A.C. Sturdza L'Europe Orientale et le rôle historique des Maurocordato (1660-1830). Librairie Plon Paris (1913).
- Nicolae Iorga Histoire des Roumains et de la romanité orientale. (1920)
- (ro) Constantin C. Giurescu & Dinu C. Giurescu, Istoria Românilor Volume III (depuis 1606), Editura Științifică și Enciclopedică, Bucarest, 1977.
- Mihail Dimitri Sturdza, Dictionnaire historique et généalogique des grandes familles de Grèce, d'Albanie et de Constantinople, M.-D. Sturdza, Paris, chez l'auteur, 1983 (ASIN B0000EA1ET).
- Jean-Michel Cantacuzène, Mille ans dans les Balkans, Éditions Christian, Paris, 1992.  (ISBN 2-86496-054-0)
- Gilles Veinstein, Les Ottomans et la mort (1996)  (ISBN 9004105050).
- Joëlle Dalegre Grecs et Ottomans 1453-1923. De la chute de Constantinople à la fin de l’Empire Ottoman, L’Harmattan Paris (2002)  (ISBN 2747521621).
- Jean Nouzille La Moldavie, Histoire tragique d'une région européenne, Ed. Bieler (2004),  (ISBN 2-9520012-1-9).
- Traian Sandu, Histoire de la Roumanie, Perrin (2008).